# COBE
El COBE (de l'anglès, Cosmic Background Explorer), o Explorador del Fons Còsmic, també conegut com a Explorer 66, va ser el primer satèl·lit construït especialment per a estudis de cosmologia. El seu objectiu era investigar la radiació còsmica de l'univers i ampliar la nostra comprensió del cosmos. La seva missió, planificada per a un període d'uns 4 anys, va començar el 18 de novembre de 1989.
Els resultats obtinguts pels seus instruments confirmen en gran part els postulats de la teoria del big-bang. D'acord amb el Comitè del Premi Nobel, "el projecte COBE es pot considerar com el punt de partida per a la cosmologia com una ciència de precisió". Dos dels principals investigadors del COBE, George F. Smoot i John C. Mather, van rebre el Premi Nobel de Física el 2006. El satèl·lit WMAP de la NASA és el successor actual de la missió COBE.